# 富塔萊烏富 (智利)

富塔萊烏富（西班牙語：Futaleufú），是智利的城鎮，位於該國中南部湖大區的帕萊納省，始建於1929年，面積1,280平方公里，海拔高度353米，2012年人口2,297人，人口密度每平方公里1.8人。距智利及阿根廷邊境約11公里，是一個以激流泛舟聞名的旅遊小鎮。富塔萊烏富命名於流經該鎮的富塔萊烏富河，在馬普切語中的意思是大河。
由於柴滕火山爆發導致對柴滕造成嚴重破壞，由2009年3月起富塔萊烏富成為帕萊納省省會。